# Jurriaan van Eerten
Jurriaan van Eerten (1983) is een Nederlands journalist en schrijver.

## Levensloop
Jurriaan van Eerten groeide op in Voorschoten en volgde voortgezet onderwijs bij het Adelbert College in Wassenaar. Hij studeerde klassieke gitaarmuziek aan het Koninklijk Conservatorium te Den Haag bij de Nederlandse klassiek gitarist Enno Voorhorst, waar hij in 2007 cum laude afstudeerde. In de jaren daarna werkte hij onder andere als gitaardocent en als reisleider.
Vanaf 2013 is Jurriaan van Eerten werkzaam als freelance journalist, voor verschillende Nederlandse en internationale media. In het begin van zijn carrière deed hij verslag vanuit Latijns-Amerika, in 2017 verruilde hij die regio voor een standplaats in de staat Arizona in de Verenigde Staten. Daar werkt hij onder andere voor VPRO (Bureau Buitenland), NRC en Trouw.
Een aantal korte verhalen van Van Eerten zijn gepubliceerd in onder andere literair tijdschrift De Revisor. In 2020 debuteerde Van Eerten met de roman Buiten beeld, die zich grotendeels afspeelt in Latijns-Amerika. Deze roman vertelt het verhaal van persfotograaf en journalist Alexander Laagland die in Venezuela een foto maakt van een demonstrant op het moment dat die wordt doodgeschoten. Het brengt Laagland aan het twijfelen over het nut van zijn werk. Hij wint een prestigieuze prijs met zijn fotografie, terwijl hij zichzelf steeds meer verliest in zijn twijfel. Het boek verwijst naar het levensverhaal van de Zuid-Afrikaanse fotograaf Kevin Carter, die in 1994 de Pulitzerprijs voor fotografie won met zijn foto van een uitgehongerd meisje en een gier in Soedan.